# Rue de la Belle-Image
Pour l’article homonyme, voir Rue Belle-Image.
La rue de la Belle-Image est une voie de la commune de Reims, dans le département de la Marne, en région Grand Est.

## Situation et accès
La rue de la Belle-Image est une voie de la commune de Reims, située dans le département de la Marne, en région Grand Est.
Débutant Jean-Jacques-Rousseau, elle aboutit rue du Temple.
La rue est à sens unique Ouest/ Est sur toute sa longueur.

## Origine du nom
Nom dû à une statue de la Vierge, à l’angle de cette rue et de la rue du Temple. La rue était connue sous ce nom dès 1290. Son nom pourrait venir aussi d’une ancienne enseigne peinte.
En 1864, La rue allait de la rue du Marc, en face de la rue Cotta à la rue de l'Echauderie.

## Historique
Elle porte sa dénomination actuelle depuis 1905. Elle s’est appelée (baptisée en 1290) Rue de la Belle-Image. Puis en 1794 Rue de  la Frugalité.